# Грейт-Бенд (Канзас)
Грейт-Бенд (англ.  Great Bend ) — город и административный центр округа  Бартон  в штате Канзас США.

## Описание
Административный центр округа Бартон с 1872 года. Находится в центральном Канзасе. Город лежит на реке Арканзас, где Высокие равнины начинают переходить в высокотравные прерии. Расположенный в предполагаемом месте мифического города Кивира, который искал Франсиско Коронадо в XVI веке, этот участок посетил американский исследователь Зебулон Пайк в 1806 году, и он стал остановочным пунктом на тропе Санта-Фе (1821). К востоку от города находятся руины форта Зара (1864), из которого солдаты сопровождали обозы повозок через опасный участок за его пределами.

## Население
| 2010   | 2020    |
| ------ | ------- |
| 15 995 | ↘14 733 |